# Kingston Mines
Kingston Mines est un village situé au sud du comté de Peoria dans l'Illinois, aux États-Unis,. Il est incorporé le 9 novembre 1901.

## Démographie
Lors du recensement de 2010, le village comptait une population de 302 habitants. Elle est estimée, en 2016, à 298 habitants.

### Source de la traduction
- (en) Cet article est partiellement ou en totalité issu de l’article de Wikipédia en anglais intitulé « Kingston Mines, Illinois » (voir la liste des auteurs).